# Liste der Naturschutzgebiete im Landkreis Osterholz
Im Landkreis Osterholz gibt es 18 Naturschutzgebiete (Stand April 2025).
| Name des Gebietes                                           | Bild           | Kennung | WDPA      | Landkreis / Stadt                                                     | Beschreibung / Bemerkungen | Standort | Fläche in Hektar | Jahr der Verordnung |
| ----------------------------------------------------------- | -------------- | ------- | --------- | --------------------------------------------------------------------- | -------------------------- | -------- | ---------------- | ------------------- |
| Billerbeck und Oldendorfer Bach                             |                | LÜ 366  | 555740213 | Landkreis Osterholz                                                   |                            | Position | 349              | 2021                |
| Brundorfer Moor                                             |                | LÜ 352  | 555700687 | Landkreis Osterholz                                                   |                            | Position | 11,2             | 2019                |
| Garlstedter Heide- und Moorlandschaft mit Heidhofer Teichen |                | LÜ 136  | 163596    | Landkreis Osterholz                                                   |                            | Position | 310              | 2021                |
| Hammeniederung                                              | weitere Bilder | LÜ 312  | 555638584 | Landkreis Osterholz                                                   |                            | Position | 2849             | 2017                |
| Heerweger Moor und Quellbereiche der Ritterhuder Beeke      | weitere Bilder | LÜ 188  | 163575    | Landkreis Osterholz                                                   |                            | Position | 76,97            | 1991                |
| Heide und Moor bei Haslah                                   | weitere Bilder | LÜ 099  | 163580    | Landkreis Cuxhaven, Landkreis Osterholz                               |                            | Position | 14,31            | 1984                |
| Heilsmoor und Springmoor                                    | weitere Bilder | LÜ 367  | 555740214 | Landkreis Osterholz                                                   |                            | Position | 287              | 2021                |
| Obere Ihleniederung                                         | weitere Bilder | LÜ 161  | 164863    | Landkreis Osterholz                                                   |                            | Position | 15,23            | 1988                |
| Quelltäler der Wienbeck                                     | weitere Bilder | LÜ 259  | 329582    | Landkreis Osterholz                                                   |                            | Position | 95,15            | 2004                |
| Schönebecker Aue                                            |                | LÜ 373  | 555740220 | Landkreis Osterholz                                                   |                            | Position | 98,4             | 2021                |
| Teichfledermausgewässer in der Gemeinde Schwanewede         |                | LÜ 361  | 555734381 | Landkreis Osterholz                                                   |                            | Position | 52               | 2020                |
| Teufelsmoor                                                 | weitere Bilder | LÜ 313  | 555638585 | Landkreis Osterholz                                                   |                            | Position | 1927             | 2017                |
| Tideweser                                                   | weitere Bilder | WE 315  | 555700674 | Landkreis Cuxhaven, Landkreis Osterholz, Landkreis Wesermarsch, NLWKN |                            | Position | 4020             | 2019                |
| Truper Blänken                                              | weitere Bilder | LÜ 179  | 165968    | Landkreis Osterholz                                                   |                            | Position | 217,07           | 1990                |
| Untere Wörpe                                                | weitere Bilder | LÜ 362  | 555734382 | Landkreis Osterholz                                                   |                            | Position | 68               | 2020                |
| Untere Wümme                                                | weitere Bilder | LÜ 164  | 166002    | Landkreis Osterholz                                                   |                            | Position | 191,14           | 1988                |
| Unterwesermarsch                                            | weitere Bilder | LÜ 376  |           | Landkreis Osterholz                                                   |                            | Position | 633              | 2023                |
| Westliche Hälfte des Langen Moores                          | weitere Bilder | LÜ 092  | 166276    | Landkreis Osterholz                                                   |                            | Position | 11,25            | 1984                |